# 조지마 겐지
조지마 겐지(일본어: 城島 健司, 1976년 6월 8일 ~ )는 일본의 전 프로 야구 선수이다.
현역 시절 후쿠오카 다이에 호크스·후쿠오카 소프트뱅크 호크스(1995년 ~ 2005년), 시애틀 매리너스(2006년 ~ 2009년), 한신 타이거스(2010년 ~ 2012년)에서 활약했다.

## 인물

### 프로 입단 전
나가사키현 사세보시에서 태어나 4살 때 오 사다하루가 은퇴 경기에서 인사하는 모습을 비디오를 통해 지켜보면서 프로 야구 선수를 동경하게 되었다. 초등학교 4학년 때에는 소년 야구팀에서 포수를 맡았고 중학교 3학년 때 프로 야구 OB에 의한 야구 교실에서 오 사다하루로부터 칭찬받은 후 농담삼아 요미우리 자이언츠의 입단 권유를 받을 정도로 요미우리에 대한 기분이 높아졌다. 벳푸 대학 부속 고등학교에 입학한 후 애초에 튼튼한 어깨를 가졌다는 평가를 받아 포수로 지명되면서 “자신은 포수로 뛰기 위해서 태어났다. 그것이 숙명”이라고 생각하여 1학년 때부터 4번 타자로 활약했고, 고교 통산 70홈런을 기록했다. 고교 시절 고시엔 대회에 진출한 적은 없었지만 조지마의 활약상이 야구계를 중심으로 소문이 퍼지기도 했다.
조지마는 요미우리에 들어가는 것을 내다보면서 도토 대학 리그에서 힘을 기르겠다고 판단했고 당시 영입 움직임을 보였던 고마자와 대학의 추천 입학이 정해졌다. 그리고 프로팀에 입단을 거부하겠다는 입장을 밝혔기 때문에 스카우트가 두 번째를 만나러 갔을 때에는 결국 만날 수 없게 되었다고 한다. 그러나 이 무렵에 조지마가 프로 입단을 희망하면서 요미우리를 비롯한 세이부 라이온스·후쿠오카 다이에 호크스 등의 3개 구단을 지망하고 있었지만 역지명을 할 수 없는 고교생이라는 이유로 대학 진학이 아닌 프로 입단이라고 생각한 다이에의 네모토 리쿠오는 1994년 드래프트 회의 전날에 1순위로 지명을 강행하겠다고 선언했다. 아마추어 야구계와의 마찰을 두려워한 커미셔너 사무국이 경고를 주었지만 다이에는 그 선언대로 1순위 지명을 했다.
조지마는 요미우리의 입단을 희망하고 있었지만 오 사다하루가 다이에의 차기 감독으로 내정되었다는 소식을 전해듣고 그 후 감독으로 취임한 오 사다하루의 요청에 의해 다이에의 입단을 결정했다. 이 일을 계기로 프로 입단을 거부한 선수에게 지명할 수 없다는 규정이 만들어졌다.

### 다이에·소프트뱅크 시절

#### 1995년 ~ 1996년
입단 초에는 뛰어날 정도의 타격을 보여주고 있었지만 원바운드에서의 투구를 처리하지 못하고 폭투나 패스트볼이 되는 상태가 나올 정도로 포수로서의 역할에 대해 혹평을 받기도 했다. 당시 배터리 코치였던 다쓰카와 미쓰오를 포함한 노무라 가쓰야나 모리 마사아키 등의 포수 출신 선수들로부터 “포수로서는 적합하지 않았다”라는 목소리도 나왔다. 주위에서도 포수를 고집하는 필요성을 느끼지 않았고 한 때는 오 사다하루 감독도 1루수로 변환하겠다는 의향을 나타내면서 이후에는 실제로 1군 정규 경기에서 1루와 2루에서 수비를 보기도 했다.
1년째인 1995년에는 코칭 스태프의 방침에 의해 2군에서 시즌을 시작했고 그 해 5월 31일 오릭스 블루웨이브와의 9차전(후쿠오카 돔)에서 프로 입단 후 처음으로 대타로서 출전했다. 7월 9일의 지바 롯데 마린스 15차전(지바 마린 스타디움)에서는 데뷔 후 첫 안타(동시에 첫 타점을 기록)를 기록했고 7월 14일의 오릭스와의 17차전(후쿠오카 돔) 경기 에서는 데뷔 후 처음으로 선발 멤버(8번, 포수)로 출전했다.
프로 2년차인 이듬해 1996년에는 개막초부터 2군에서 영재 교육을 받는 등 8월 24일에 2군에서의 신기록이 되는 25개의 홈런을 기록, 9월 3일에 1군으로 복귀했다. 후반기의 남은 경기에서는 거의 전 경기의 선발 멤버로 기용되었다. 9월 10일의 긴테쓰 버펄로스와의 21차전(후쿠오카 돔)에서는 구보 야스오로부터 데뷔 후 처음으로 홈런을 기록했다.

#### 1997년 ~ 1999년
1997년에는 1군 개막 엔트리에 포함되는 등 개막전에서는 선발로 출전했고, 같은 해에 있은 올스타전 팬 투표에서 역대 최연소가 되는 21살 나이에 1위로 선정되었다(포수 부문). 그 해의 시즌 성적이 타율 3할 8리(프로 야구 역대 포수로서는 역대 최연소인 3할 대의 타율을 기록), 15 홈런, 68타점을 기록했다. 구도 기미야스와 다케다 가즈히로 등 팀내 베테랑 투수와 배터리 코치인 와카나 요시하루, 지바 롯데에서 이적해 온 선배이자 같은 포수인 다무라 후지오 등의 가르침도 있어 이후 팀내의 간판 포수가 되었다.
1999년 4월 30일, 다이에 입단에 큰 영향을 준 네모토 구단 사장이 사망하면서 조지마는 네모토에게 은혜를 보답하겠다는 각오를 다지면서 시즌에 임했다. 정규 시즌에서는 처음으로 전 경기 출전을 달성하는 등 팀내에서 유일하게 3할 대의 타율을 기록하는 등 다이에 구단으로서는 최초의 리그 우승과 일본 시리즈 우승에 기여했다. 리그 우승이 결정된 순간에는 눈물을 흘렸는데 구도 기미야스는 그 해 주전 포수로 정착한 조지마에 대해서 “올해 1년간 네가 낸 사인에 대해서는 일체 고개를 젓지 않았기 때문에 자신있게 사인을 내라”라고 말했다.

#### 2000년
그 해에 오른손의 골절로 인한 부상에 의해 84경기 출전에 머물렀지만, 팀은 2년 연속 리그 우승을 달성하면서 이후 일본 시리즈에 출전했다. 시리즈 타이 기록이 되는 4개의 홈런을 때려내는 등의 맹활약으로 일본 시리즈 감투상을 수상했다.

#### 2001년
시즌 타율은 낮았지만 장타력에 의해 31개의 홈런을 기록했고, 그 해 시즌에는 고쿠보 히로키가 44홈런, 마쓰나카 노부히코가 36홈런, 이구치 다다히토가 30홈런을 연거푸 기록하는 등 퍼시픽 리그에서는 최초로 30개가 넘는 홈런을 달성했을 뿐만 아니라 일본인 선수로서는 4명이 팀내에서 30개가 넘는 홈런을 달성한 것은 프로 야구 역대 최초 기록을 수립했다. 같은 해 조지마의 고향인 나가사키 현 사세보 시에 그의 이름을 본뜬 ‘조지마 겐지 베이스볼 기념관’(城島健司ベースボール記念館)이 설립되었다.

#### 2002년
수비 도중 타구가 쇄골 부분에 맞아 골절되는 부상을 당하면서 그 해에는 베스트 나인 수상을 놓쳤지만 골든 글러브상은 수상했다. 이 때 팀은 조지마의 부상에 대한 보강책으로 닛폰햄 파이터스로부터 이적한 다구치 마사노리가 입단했다.

#### 2003년
스스로 ‘슈퍼 캐처’ 라는 슬로건을 내걸어 노무라 가쓰야 이후 역대 두 번째가 되는 포수로서의 시즌 전 경기 출전 기록을 달성했다. 7월 27일 오릭스 블루웨이브전에서는 1경기에서 6개의 안타를 기록하면서 오기 아키라(당시 니시테쓰 라이온스)와 대등한 리그 타이 기록을 갈아치우는 등 타율 3할 3푼, 34홈런, 119타점의 성적과 타격 세 개 부문에서 모두 개인 최다 기록을 세웠다. 일명 ‘다이하드 타선’이라고 불린 마쓰나카, 이구치, 페드로 발데스와 함께 프로 야구 사상 최초인 100 타점을 기록하며 5번 타자로서의 역할을 완수해 팀은 3년 만에 리그 우승을 이끌었다. 또 포수로서도 사이토 가즈미 등 젊은 투수진을 끌어들이는 등 퍼시픽 리그 MVP에 선정되었다. 그 해에는 타점왕을 차지할 위치에 놓여있었지만 최종전에서 마쓰나카에게 역전 당해 타점왕을 차지하지는 못했다.
일본 시리즈에서는 2000년 일본 시리즈에 이어 나가시마 시게오 이후 역대 두 번째가 되는 일본 시리즈에서 4개의 홈런을 때려내는 등 거대한 무대에서의 힘을 발휘하여 팀의 일본 시리즈 우승에 제패하는 우승 멤버 역할을 했다. 2003년에는 좌완 투수와 상대하면서 약한 모습을 보여주었는데 시즌 34개의 홈런은 모두 우완 투수와 상대한 것으로 시즌 중에는 좌완 투수로부터 단 한 개의 홈런을 기록할 수 없었다. 4개의 홈런을 때려낸 일본 시리즈에서 1차전에는 이가와 게이, 7차전에는 트레이 무어로부터 홈런을 쳤다.

#### 2004년
아테네 올림픽 야구 일본 국가대표팀 선수로 발탁되어 4번 타자와 주전 포수로서 활약하는 등 팀의 동메달 획득에 기여했다. 페넌트레이스에서는 팀이 리그 1위였음에도 불구하고 플레이오프에서 패하는 등 리그 우승을 놓쳤다. 개인으로서는 퍼시픽 리그 신기록(포수)이 되는 시즌 타율 3할 3푼 8리를 기록하는 것을 포함해 6월 1일에는 출장 939경기만에 통산 1000안타를 달성하는 등 1952년의 도이가키 다케시(당시 마이니치 오리온스)가 기록한 이후 가장 빠른 기록이 되었다.
아테네 올림픽이 열리기 전까지는 타격 3개 부문 모두 마쓰나카 노부히코와의 치열한 타이틀 경쟁을 펼치고 있었지만 올림픽에 의한 이탈도 있어 결국 마쓰나카가 타격 부문 3관왕을 달성했다.

#### 2005년
이듬해인 6월 4일에는 개인 통산 200홈런을 달성했고, 7월 중순에는 오른쪽 어깨 통증을 호소하며 전력에서 이탈당하는 수모를 겪었다. 8월 28일에는 다시 1군에 복귀했지만 9월 22일 지바 롯데 마린스전에서 자신이 친 타구에 왼쪽 다리를 다쳐 전치 2개월의 부상을 입는 등 나머지 경기에는 출전할 수 없었다. 조지마를 대신해서 포수를 맡은 마토바 나오키가 팀은 플레이오프에서 패배하여 리그 우승을 놓친 충격으로 벤치에 쓰러져 울었을 때 목발을 짚은 조지마는 마토바의 활약을 칭찬하며 위로했다. 그 해에는 부상 때문에 슬럼프를 겪으면서도 통산 4,000타수를 기록했고 포수로서의 통산 타율 2할 9푼 9리는 일본 프로 야구 역대 1위를 기록했다.
2005년 시즌 종료 후 FA자격을 얻어 메이저 리그인 시애틀 매리너스와의 3년 계약을 맺으면서 아시아 출신 포수 최초로 메이저 리거가 되었다.

### 시애틀 매리너스 시절

#### 2006년

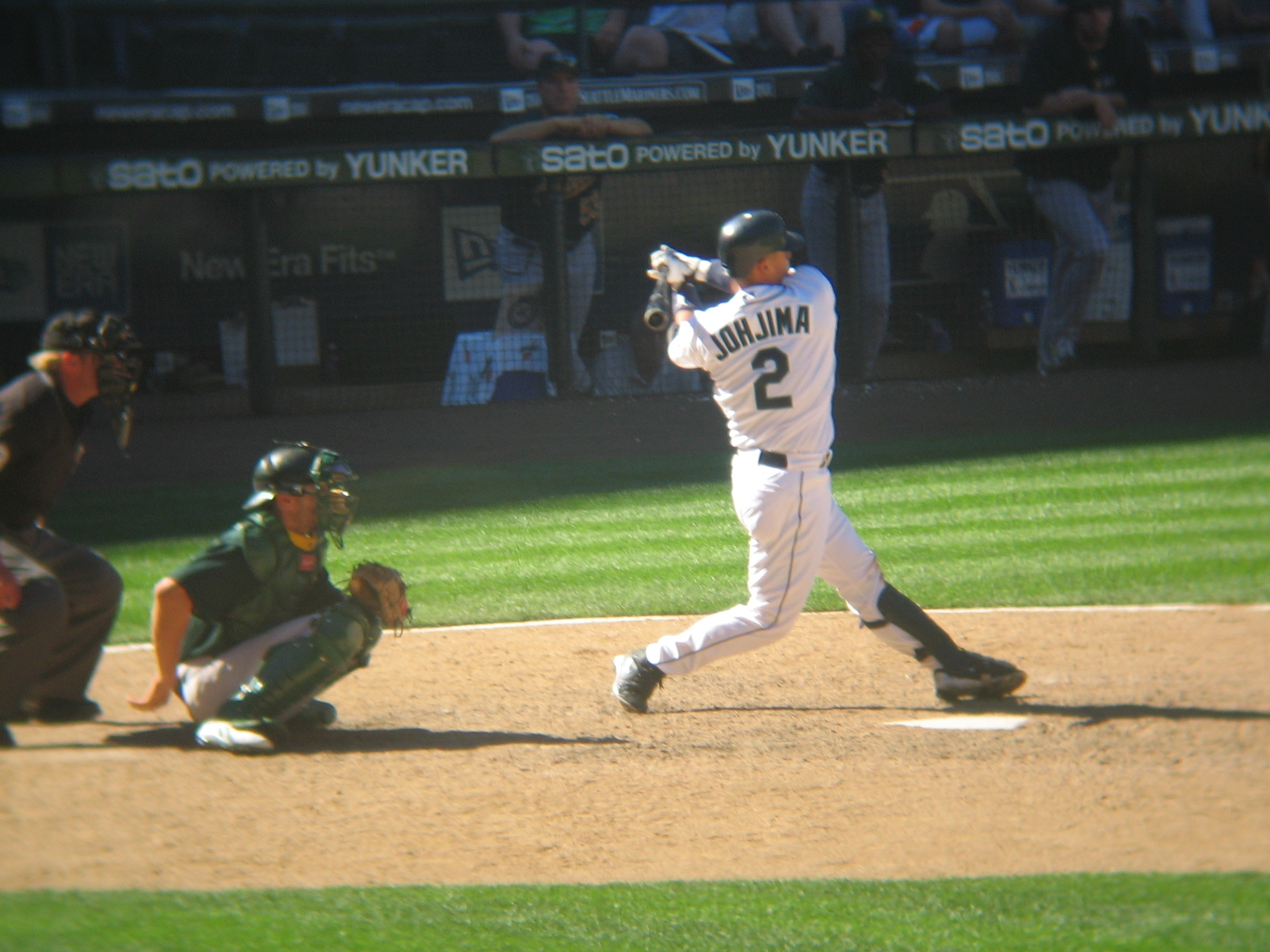
타석에서 스윙하는 조지마(2006년)

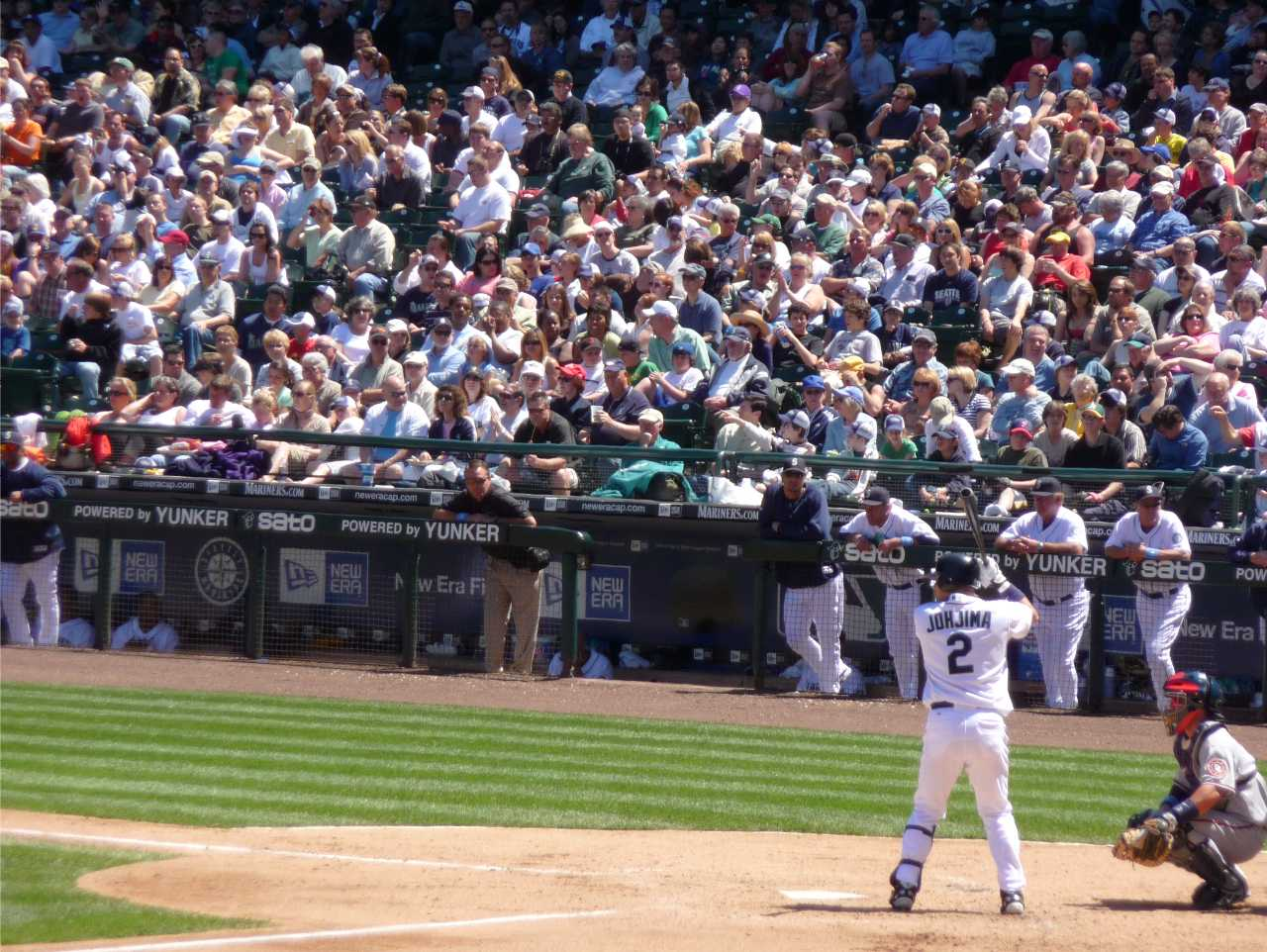
타석에서의 조지마(2006년)

메이저 리그 진출 첫 해인 2006년 4월 3일의 로스앤젤레스 에인절스와의(세이프코 필드) 개막전 경기에 7번·포수로서 첫 출전을 했다. 바톨로 콜론으로부터 두 번째 타석에 들어서면서 메이저 리그 이적 후 첫 안타와 첫 홈런을 기록(동시에 첫 타점도 기록), 데뷔전에서의 홈런은 일본인으로서는 역대 두 번째 기록이 되었다. 계속되는 4월 4일의 로스앤젤레스 에인절스전에서 팀으로서는 1984년에 앨빈 데이비스가 기록한 이후 데뷔전으로부터 2경기 연속 홈런을 기록했다.
9월 15일의 캔자스시티 로열스전(코프먼 스타디움)부터의 타순은 3번으로 배정되었고 9월 19일의 텍사스 레인저스전(레인저스 볼파크 인 알링턴)에서는 일본인 메이저 리거의 1년차로서 마쓰이 히데키를 웃도는 개인 최다인 17호 홈런을 기록했고, 9월 25일의 시카고 화이트삭스전(U.S. 셀룰러 필드)에서는 시애틀 매리너스의 포수로서 최다 기록과는 대등한 18호 홈런을 때려냈다. 10월 1일의 시즌 마지막 경기가 되는 레인저스전(세이프코 필드)에서는 마지막 타석에서 벡 로저스가 가지고 있던 아메리칸 리그 신인(포수)으로서의 시즌 최다 안타 기록인 146개(1962년)를 44년 만에 기록을 경신하는 안타를 기록했다. 최종적으로 타율 2할 9푼 1리, 18홈런과 76타점을 남겼지만, 18홈런은 일본인 메이저 리거 1년차로서의 최다이자 타율 2할 9푼 1리는 일본인 메이저 리거 1년 차로서 이치로에 뒤를 이은 2위를 차지했다.

#### 2007년
시즌 135경기에 출전하면서 타율 2할 8푼 7리, 14홈런, 61타점, OPS는 7할 5푼 5리를 남겼고 수비율(863차례 수비 기회의 9할 9푼 8리)과 도루 저지율(4할 6푼 5리)에서는 메이저 리그 전체의 최고 성적을 기록했다. 7월 3일의 캔자스시티전에서는 오른손등에 타구를 맞아 부상 당했지만 이 때는 운좋게도 2000년 시즌에 부상당했을 당시 수술부위에 심어놓았던 금속 플레이트 덕분에 큰 부상을 면할 수 있었다. 오프에는 CBS 스포츠의 포수부문 랭킹에서는 호르헤 포사다, 빅토르 마르티네스, 러셀 마틴, 조 마우어에 뒤를 이은 5위에 랭크되었고, “2007 This Year in Baseball Award”의 “디펜시브 플레이어”부문에서 포수로서는 유일하게 지명되었다.

#### 2008년
스프링 트레이닝에서는 18경기에 출전하면서 타율 3할 2푼 1리, 2홈런, 8할 3푼 6리의 OPS를 기록하는 등의 좋은 성적을 남겨 4월 25일에는 3년 계약의 2,400만 달러로 계약을 연장했다. 그러나 전반기 성적은 타율 2할 1푼 3리를 남길 정도의 타격 부진이 일어나면서 구단 수뇌부와 투수진이 팀내 포수였던 제프 클레멘트에 대한 신뢰한 적도 있어 수비 위치가 변경되는 복잡한 시즌을 보내기도 했다. 8월 10일에는 포수 자리가 박탈되었다는 내용의 언론 보도가 있었지만 9월에는 무릎 수술로 시즌을 끝냈기 때문에 다시 선발로 기용되었다. 최종적으로 112경기에 출전하면서 개인 최저 성적이 되는 타율 2할 2푼 7리와 7홈런, 39타점을 기록했다.

#### 2009년
이듬해 제2회 월드 베이스볼 클래식 일본 대표팀 선수로 발탁되면서 대회 기간 중 상대팀의 교란 작전을 펼쳐 투수진을 끌어들이는 등 팀내 간판 타자로서 활약, 결승전에서는 4번 타자로 활약하여 전 경기에 선발 멤버로 출전하면서 9경기에서의 30타수 10안타(타율 3할 3푼 3리), 1홈런, 4타점, 1도루, 4득점을 기록하면서 대회 2연패를 이끌었다.
2009년 시즌에는 주전 포수로서 스타트를 끊었지만, 4월 16일에 오른쪽 넓적다리의 근육 파열로 15일 간의 부상자 명단에 오르는 것을 시작으로 5월 26일에는 왼발 엄지 골절로 인해 두 번째로 부상자 명단에 오르는 등 시즌 초반에 부상으로 인한 슬럼프를 겪었다. 또 조지마의 부상으로 인해 팀내 신인 선수인 롭 존슨이 투수진들로부터 신뢰를 받는 등 조지마가 복귀한 이후에도 펠릭스 에르난데스, 제로드 워시번, 에릭 베다드 등 존슨과 배터리를 짜면서 콤비를 이루는 등 출전 기회가 감소되었다. 후에 워시번은 이적했고, 베다드는 부상으로 이탈했지만 세 명이 선발로 등판한 65경기 중 조지마가 포수 마스크를 쓴 것은 초반 10경기에 끝났다.
타격은 저조한 성적을 기록했던 작년 2008년 시즌보다 약간 회복하면서 71경기에 출전해 타율 2할 4푼 7리, 9홈런, 22타점을 기록했고, 홈런률에서는 메이저 리그에 진출하고 나서 개인 최고 숫자를 남겼지만, RC27이 4.03이라는 저조한 숫자를 기록했다. 주자가 없을 시의 타율 2할 9푼에 대해 주자를 둔 상황하에서의 타율 1할 8푼 8리(득점권타율 1할 8푼 4리)와는 큰 폭으로 떨어졌다.
수비면에서는 CERA(포수별 평균자책점)가 4.86이 되면서 롭 존슨이 기록한 3.23을 크게 웃돌았고, 팀내 에이스인 헤르난데스는 조지마와 배터리를 짠 경기에서 1승 3패와 평균자책점 7.22, QS율은 20%(1/5)였지만, 조지마 이외의 포수와 짠 경기에서는 18승 2패, 평균자책점 1.81, QS율 96.6%(28/29) 등의 좋은 성적을 남기기도 했다. 단지 강한 어깨에 대해서는 변함이 없으면서 규정 경기 수에 닿지 않기는 했지만 도루 저지율이 5할 3푼 7리라는 개인 최고 성적을 기록, 메이저 리그 통산 도루 저지율도 4할 대를 기록하는 등 높은 저지율을 자랑했다.

### 한신 타이거스 시절
2009년 10월 19일, 시애틀 매리너스와의 2년 간 계약을 파기해 일본 야구계에 복귀하겠다고 밝히면서 이 상황을 예의주시한 한신 타이거스가 조지마의 영입 작업에 들어가기 시작했고 이후 조지마의 친정팀인 소프트뱅크도 영입 의사를 나타냈지만 10월 27일에 한신과의 두 차례 교섭 끝에 입단 의사를 표명했다. 11월 13일에 한신 입단이 정식으로 발표되면서 4년 총액인 20억 엔의 계약을 맺었고 등번호는 2번으로 결정되었다. 한신에 입단한 이후에도 불구하고 구단측에서 제작한 달력에 등장하는 등 입단 전부터 기대가 높아졌다.

#### 2010년
이듬해 3월 26일 요코하마 베이스타스전(교세라 돔 오사카)에서 결승 적시타를 때려내면서 경기 직후에 가진 히어로 인터뷰에서는 “나가사키 현 사세보에서 온 조지마입니다”라고 말했다. 다음날인 3월 27일에는 역시 요코하마전에서 연장 11회에 끝내기 홈런을 때려내 홈으로 헤드 슬라이딩을 한 후 홈베이스를 밟았다. 10월 5일의 도쿄 야쿠르트 스왈로스전에서는 시즌 165번째의 안타를 때려내 1997년 후루타 아쓰야가 기록한 시즌 164안타 기록을 깨며 포수로서의 센트럴 리그 최다 안타 기록을 경신했다. 이것에 의해 조지마는 센트럴·퍼시픽 양대 리그의 포수 최다 안타 기록 보유자가 되었다. 같은 해 골든 글러브상을 수상하여 포수로서는 센트럴·퍼시픽 양대 리그에서의 최초 수상자가 되었다.
그러나 시즌 종료를 앞둔 상황에서 왼쪽 무릎에 부상당한 사실이 밝혀지면서 11월 9일에 수술을 받았다.

#### 2011년
왼쪽 무릎에 부상당한 사실이 알려진 애초에는 전치 6개월의 큰 부상일 정도로 시즌 개막전 출전이 어려워질 것이라는 전망이 나왔지만 수술한 지 불과 수 개월만에 실전에 복귀했다. 동일본 대지진의 영향으로 시즌 개막일이 순차 연기 된 적도 있어 개막전에 출전할 수 있었다. 그러나 무릎을 보호하기 위해 착용하고 있던 보호대 때문인지 왼쪽 무릎에 흉터가 생기면서 그 일로 인해 38경기에 출전한 시점에서 타율 1할 8푼 9리, 5홈런, 13타점 등 저조한 성적을 남길 정도의 극심한 타격 부진에 시달렸다. 수비면에서도 바운드 된 공을 처리할 때에도 지장을 받았다. 무릎 상태가 좋지 않은 와중에 오른쪽 팔꿈치 부상과 허리 통증까지 일어나면서 결국 6월 10일에 등록이 말소되었다. 그 후 8월 16일에는 왼쪽 무릎의 클리닝 수술을 받았고 무릎 수술로 인해서 1군에 복귀하지 못한 채 시즌을 마감했다.

#### 2012년
그 해에는 내야수로서 출전했지만 5월 상순에 왼쪽 좌골신경통증으로 출전 선수 등록이 말소되어 요추 추간판 탈출증 수술을 받았다. 8월에는 재활훈련을 받아 그 후 2군 경기에서 왼쪽 무릎 통증을 일으켰다. 9월에는 2군에 복귀하였지만 9월 28일에는 현역에서 은퇴하겠다는 입장을 밝혔다.
9월 29일 한신의 2군 홈구장인 한신 나루오하마 구장에서 2군 웨스턴 리그 경기인 오릭스전을 은퇴 경기로 치러 3번·포수로서 선발 출전했다. 당초 와다 유타카 감독한테 같은 날 1군에서의 히로시마전을 은퇴 경기로서 출전해달라는 요청이 있었지만 조지마가 이를 사양했다. 1회 무사 1, 2루 상황에서 중전 적시타를 때려낸 뒤 교체되었고 경기 종료 후 후지카와 규지의 선창으로 동료 선수들에게 헹가레를 받으며, 미국과 일본에서 18년간의 현역 생활에 종지부를 찍었다.

## 상세 정보

### 출신 학교
- 벳푸 대학 부속 고등학교

### 선수 경력
NPB
- 후쿠오카 다이에 호크스·후쿠오카 소프트뱅크 호크스(1995년 ~ 2005년)
- 한신 타이거스(2010년 ~ 2012년)

MLB
- 시애틀 매리너스(2006년 ~ 2009년)

국가 대표 경력
- 아테네 올림픽 일본 국가대표팀(2004년)
- 월드 베이스볼 클래식 일본 국가대표팀(2009년)

### 수상·타이틀 경력

#### 수상
- MVP : 1회(2003년)
- 베스트 나인 : 6회(1999년 ~ 2001년, 2003년 ~ 2005년)
- 골든 글러브상 : 8회(1999년 ~ 2005년, 2010년)
- 일본 시리즈 우수 선수상 : 2회(1999년, 2003년)
- 일본 시리즈 감투상 : 1회(2000년)
- 최우수 배터리상 : 5회(1999년 ~ 2001년, 2003년, 2004년)[5]
- 월간 MVP : 3회(1999년 6월, 2003년 4월, 2004년 6월)
- ‘조지아혼’상 연간 대상 : 1회(2010년)

#### 국제 대회
- 아테네 올림픽 동메달(2004년)

### 주요 기록

#### 첫 기록
- 첫 출장 : 1995년 5월 31일, 대 오릭스 블루웨이브 9차전(후쿠오카 돔), 7회말에 와카이 모토야스의 대타로서 출장
- 첫 안타·첫 타점 : 1995년 7월 9일, 대 지바 롯데 마린스 15차전(지바 마린 스타디움), 7회초에 에릭 힐만으로부터 중전 적시타
- 첫 선발 출장 : 1995년 7월 14일, 대 오릭스 블루웨이브 17차전(후쿠오카 돔), 8번·포수로서 선발 출장
- 첫 홈런 : 1996년 9월 10일, 대 긴테쓰 버펄로스 21차전(후쿠오카 돔), 5회말에 구보 야스오로부터
- 첫 도루 : 1996년 9월 21일, 대 긴테쓰 버펄로스 25차전(후지이데라 구장), 4회초에 2루 안착(투수 : 야마사키 신타로, 포수 : 후루쿠보 겐지)

#### 기록 달성 경력
- 통산 100홈런 : 2002년 5월 6일, 대 오사카 긴테쓰 버펄로스 7차전(후쿠오카 돔), 6회말에 마에카와 가쓰히코로부터 좌월 2점 홈런 ※역대 221번째.
- 통산 150홈런 : 2003년 10월 3일, 대 오릭스 블루웨이브 28차전(Yahoo! BB스타디움), 2회초에 가토 다이스케로부터 솔로 홈런 ※역대 131번째.
- 통산 1000안타 : 2004년 6월 1일, 대 지바 롯데 마린스 10차전(후쿠오카 돔), 3회말에 고바야시 히로유키로부터 중전 안타 ※역대 220번째.
- 통산 1000경기 출장 : 2004년 9월 21일, 대 홋카이도 닛폰햄 파이터스 26차전(삿포로 돔), 5번·포수로서 선발 출장 ※역대 400번째.
- 통산 200홈런 : 2005년 6월 2일, 대 한신 타이거스 6차전(한신 고시엔 구장), 8회초에 후지카와 규지로부터 좌월 2점 홈런 ※역대 83번째.

#### 기타
- 올스타전 출장 : 9회(1997년 ~ 2001년, 2003년 ~ 2005년, 2010년)
- 일본 시리즈 4개 홈런(2000년, 2003년) ※시리즈 타이 기록.
- 1이닝 2홈런 : 2001년 4월 13일, 대 오릭스 블루웨이브 3차전(그린 스타디움 고베), 9회초에 기무라 마사히로·기시카와 다카토시로부터
- 1경기 6안타 : 2003년 7월 27일, 대 오릭스 블루웨이브 17차전(후쿠오카 돔) ※퍼시픽 리그 타이 기록.
- 프로 야구 역대 포수로서의 시즌 최다 안타 : 182개(2003년)
- 퍼시픽 리그 포수로서는 역대 시즌 최다 척살 : 1175(2003년, 1272차례의 수비 기회)
- 퍼시픽 리그 포수로서는 역대 시즌 최고 타율 : .338(2004년)

### 등번호
- 2(1995년 ~ 2012년)

### 연도별 타격 성적
| 연 도      | 소 속              | 경 기 | 타 석 | 타 수 | 득 점 | 안 타 | 2 루 타 | 3 루 타 | 홈 런 | 루 타 | 타 점 | 도 루 | 도 루 자 | 희 생 번 | 희 생 플 | 볼 넷 | 고 4 | 사 구 | 삼 진 | 병 살 타 | 타 율 | 출 루 율 | 장 타 율 | O P S |
| ---------- | ------------------ | ----- | ----- | ----- | ----- | ----- | ------- | ------- | ----- | ----- | ----- | ----- | -------- | -------- | -------- | ----- | ---- | ----- | ----- | -------- | ----- | -------- | -------- | ----- |
| 1995년     | 다이에· 소프트뱅크 | 12    | 13    | 12    | 2     | 2     | 0       | 0       | 0     | 2     | 1     | 0     | 0        | 0        | 0        | 1     | 0    | 0     | 4     | 0        | .167  | .231     | .167     | .397  |
| 1996년     | 다이에· 소프트뱅크 | 17    | 62    | 58    | 5     | 14    | 2       | 0       | 4     | 28    | 9     | 1     | 0        | 0        | 0        | 3     | 0    | 1     | 9     | 1        | .241  | .290     | .483     | .773  |
| 1997년     | 다이에· 소프트뱅크 | 120   | 470   | 432   | 49    | 133   | 24      | 2       | 15    | 206   | 68    | 6     | 2        | 4        | 7        | 22    | 1    | 5     | 62    | 15       | .308  | .343     | .477     | .820  |
| 1998년     | 다이에· 소프트뱅크 | 122   | 440   | 395   | 53    | 99    | 19      | 0       | 16    | 166   | 58    | 5     | 2        | 6        | 4        | 27    | 4    | 8     | 67    | 18       | .251  | .309     | .420     | .729  |
| 1999년     | 다이에· 소프트뱅크 | 135   | 539   | 493   | 65    | 151   | 33      | 1       | 17    | 237   | 77    | 6     | 2        | 6        | 1        | 31    | 5    | 8     | 61    | 13       | .306  | .356     | .481     | .837  |
| 2000년     | 다이에· 소프트뱅크 | 84    | 342   | 303   | 38    | 94    | 22      | 2       | 9     | 147   | 50    | 10    | 2        | 5        | 1        | 27    | 2    | 6     | 48    | 13       | .310  | .377     | .485     | .862  |
| 2001년     | 다이에· 소프트뱅크 | 140   | 578   | 534   | 63    | 138   | 18      | 0       | 31    | 249   | 95    | 9     | 4        | 5        | 2        | 31    | 2    | 6     | 55    | 17       | .258  | .305     | .466     | .772  |
| 2002년     | 다이에· 소프트뱅크 | 115   | 463   | 416   | 60    | 122   | 18      | 0       | 25    | 215   | 74    | 8     | 7        | 3        | 6        | 30    | 5    | 8     | 41    | 11       | .293  | .348     | .517     | .865  |
| 2003년     | 다이에· 소프트뱅크 | 140   | 628   | 551   | 101   | 182   | 39      | 2       | 34    | 327   | 119   | 9     | 4        | 2        | 7        | 53    | 10   | 15    | 50    | 22       | .330  | .399     | .593     | .993  |
| 2004년     | 다이에· 소프트뱅크 | 116   | 498   | 426   | 91    | 144   | 25      | 1       | 36    | 279   | 91    | 6     | 5        | 0        | 1        | 49    | 5    | 22    | 45    | 16       | .338  | .432     | .655     | 1.087 |
| 2005년     | 다이에· 소프트뱅크 | 116   | 463   | 411   | 70    | 127   | 22      | 4       | 24    | 229   | 57    | 3     | 4        | 0        | 2        | 33    | 4    | 16    | 32    | 19       | .309  | .381     | .557     | .938  |
| 2006년     | SEA                | 144   | 542   | 506   | 61    | 147   | 25      | 1       | 18    | 228   | 76    | 3     | 1        | 0        | 3        | 20    | 1    | 13    | 46    | 15       | .291  | .332     | .451     | .783  |
| 2007년     | SEA                | 135   | 513   | 485   | 52    | 139   | 29      | 0       | 14    | 210   | 61    | 0     | 2        | 0        | 2        | 15    | 0    | 11    | 41    | 22       | .287  | .322     | .433     | .755  |
| 2008년     | SEA                | 112   | 409   | 379   | 29    | 86    | 19      | 0       | 7     | 126   | 39    | 2     | 0        | 1        | 2        | 19    | 1    | 8     | 33    | 12       | .227  | .277     | .332     | .609  |
| 2009년     | SEA                | 71    | 258   | 239   | 24    | 59    | 11      | 0       | 9     | 97    | 22    | 2     | 2        | 1        | 1        | 12    | 0    | 5     | 28    | 4        | .247  | .296     | .406     | .702  |
| 2010년     | 한신               | 144   | 602   | 554   | 76    | 168   | 29      | 0       | 28    | 281   | 91    | 9     | 5        | 2        | 3        | 27    | 0    | 16    | 53    | 22       | .303  | .352     | .507     | .859  |
| 2011년     | 한신               | 38    | 144   | 132   | 7     | 25    | 3       | 0       | 5     | 43    | 13    | 0     | 0        | 0        | 2        | 8     | 1    | 2     | 16    | 5        | .189  | .243     | .326     | .569  |
| 2012년     | 한신               | 24    | 42    | 39    | 4     | 7     | 1       | 0       | 0     | 8     | 5     | 0     | 0        | 0        | 1        | 2     | 2    | 0     | 4     | 4        | .179  | .214     | .205     | .419  |
| NPB : 14년 | NPB : 14년         | 1323  | 5284  | 4756  | 684   | 1406  | 255     | 12      | 244   | 2417  | 808   | 72    | 37       | 33       | 37       | 344   | 41   | 113   | 547   | 176      | .296  | .355     | .508     | .863  |
| MLB : 4년  | MLB : 4년          | 462   | 1722  | 1609  | 166   | 431   | 84      | 1       | 48    | 661   | 198   | 7     | 5        | 2        | 8        | 66    | 2    | 37    | 148   | 53       | .268  | .310     | .411     | .721  |

- 굵은 글씨는 시즌 최고 성적.
- 2005년에 다이에(후쿠오카 다이에 호크스)가 소프트뱅크(후쿠오카 소프트뱅크 호크스)로 구단명을 변경.

### 연도별 수비 성적
NPB
| 연도 | 경기 | 도루 시도 | 도루 허용 | 도루 실패 | 저지율 | 패스트볼 |
| ---- | ---- | --------- | --------- | --------- | ------ | -------- |
| 1995 | 12   | 5         | 3         | 2         | .400   | 5        |
| 1996 | 17   | 11        | 7         | 4         | .364   | 0        |
| 1997 | 120  | 96        | 65        | 31        | .323   | 10       |
| 1998 | 122  | 82        | 53        | 29        | .354   | 5        |
| 1999 | 135  | 116       | 78        | 38        | .328   | 3        |
| 2000 | 84   | 43        | 27        | 16        | .372   | 3        |
| 2001 | 140  | 92        | 57        | 35        | .380   | 3        |
| 2002 | 115  | 63        | 31        | 32        | .508   | 8        |
| 2003 | 140  | 82        | 47        | 35        | .427   | 7        |
| 2004 | 116  | 62        | 34        | 28        | .452   | 7        |
| 2005 | 116  | 63        | 38        | 25        | .397   | 3        |
| 통산 | 1117 | 714       | 429       | 285       | .399   | 49       |

- 굵은 글씨는 시즌 최고 성적.

MLB
| 연도 | 경기 | 도루 시도 | 도루 허용 | 도루 실패 | 저지율 | 수비율 | 패스트볼 |
| ---- | ---- | --------- | --------- | --------- | ------ | ------ | -------- |
| 2006 | 144  | 86        | 57        | 29        | .337   | .993   | 10       |
| 2007 | 133  | 86        | 46        | 40        | .465   | .998   | 5        |
| 2008 | 100  | 77        | 52        | 25        | .325   | .988   | 7        |
| 2009 | 70   | 41        | 19        | 22        | .537   | .998   | 4        |
| 통산 | 447  | 290       | 174       | 116       | .400   | .994   | 26       |

- 굵은 글씨는 시즌 최고 성적.